# Hiers-Brouage
Hiers-Brouage tkorábbi község Franciaországban, Charente-Maritime megyében. Lakosainak száma 613 fő (2018. január 1.). Hiers-Brouage Beaugeay, Bourcefranc-le-Chapus, Marennes, Moëze, Saint-Jean-d’Angle és Saint-Just-Luzac községekkel határos.
2019. január 1-jén Marennes korábbi községgel egyesült és az így létrejött Marennes-Hiers-Brouage új község része lett.

## Népesség
A település népességének változása:
| Lakosok száma | 519  | 440  | 476  | 472  | 627  | 648  | 643  | 639  | 620  | 613  |
|               | 1968 | 1975 | 1982 | 1999 | 2006 | 2011 | 2013 | 2016 | 2017 | 2018 |